# Drág

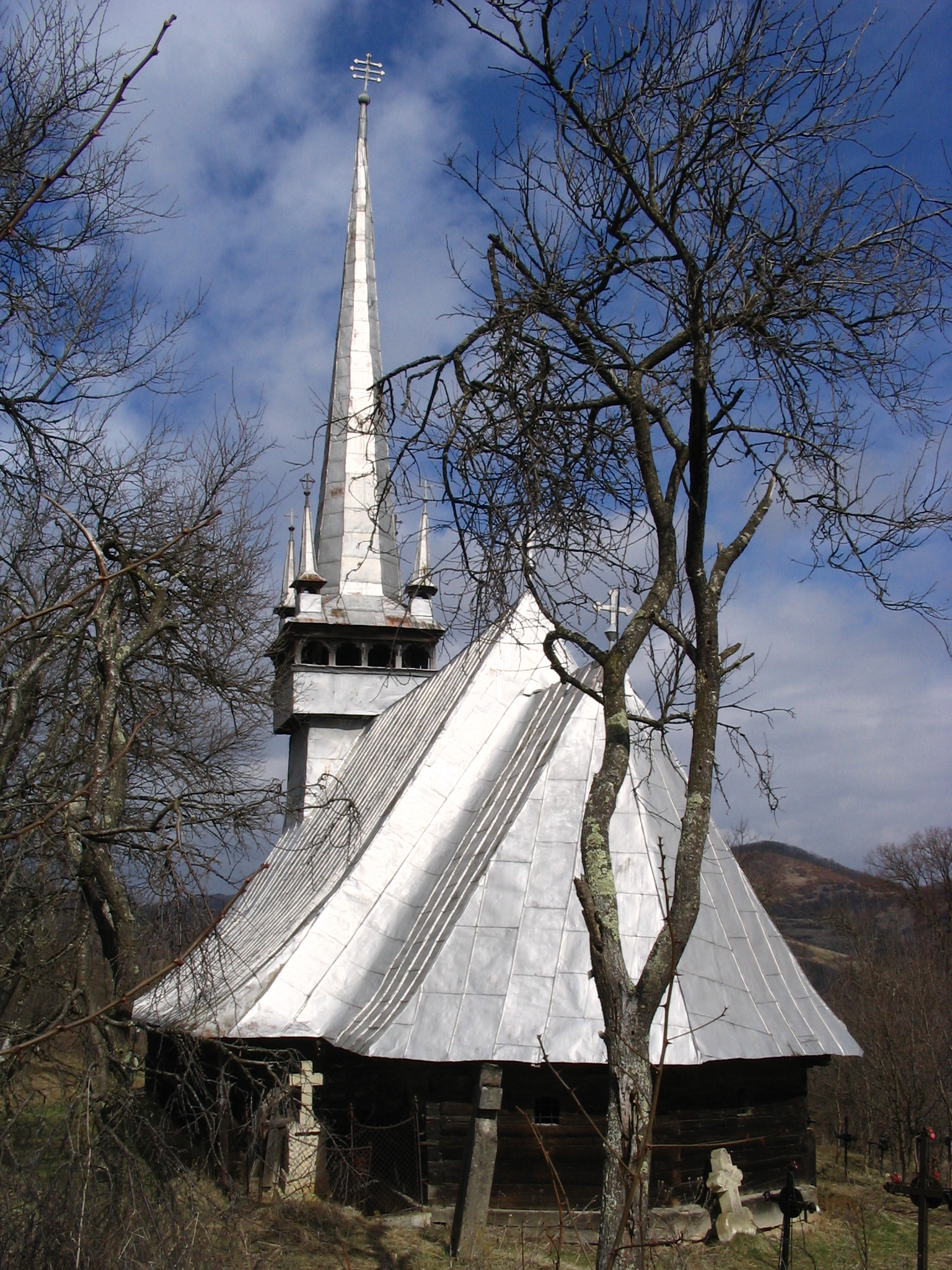
A fatemplom

Drág (románul: Dragu) falu Romániában, Erdélyben, Szilágy megyében.

## Földrajz
Zilahtól 36 kilométerre délkeletre, Kolozsvártól 40 kilométerre északnyugatra, az Almás egyik jobb oldali mellékvölgyében fekszik.

## Nevének eredete
Szláv eredetű személynévből való. 1320-ban Draakh, 1332–34-ben Drag alakban említették.

## Népesség

### A népességszám változása
1850-ben népes településnek számított, 1023 lakossal. Népessége lassú ütemben nőtt egészen 1941-ig (1463 fő), azóta viszont szinte megfeleződött.

### Etnikai és vallási megoszlás
2002-ben 767 lakosából 575 vallotta magát román, 184 cigány és nyolc magyar nemzetiségűnek; 649 volt ortodox, 101 pünkösdi és hét református vallású. Az elmúlt százötven évben a magyar anyanyelvűek száma 1880-ban volt a legmagasabb, akkor 1175 lakosából 998 volt román, 78 magyar és 99 egyéb (cigány) anyanyelvű; 1085 görögkatolikus, 72 református, tíz zsidó és nyolc római katolikus felekezetű. Református egyháza 1766-ban 39 férfit és 22 asszonyt számlált.

## Története
Doboka vármegyei falu volt, 1332-ben plébániatemplommal, a 15. században több kisnemesi családdal. Pierre Lescalopier szerint 1574-ben szászok lakták. Az 1660-as években egy tatár betörés áldozatául esett. Később főként román lakosságú vásáros hely volt, a 18–19. században a Wesselényi család tulajdonában. Református templomát 1744-ben Wesselényi Ferenc újraépítette, majd 1845-ben ismét felújították. Görögkatolikus papja 1848 tavaszán Kolozsvárról kapott egy Budán nyomtatott röpiratot, amely az unió és a jobbágyfelszabadítás mellett agitált. Miután felolvasta a falusiaknak, azok kimondták, hogy halállal büntetnek mindenkit, aki a továbbiakban teljesíteni merné a jobbágyi szolgáltatásokat. Magyar lakóit később az almásszentmihályi táborba hurcolták, ahol a vajdaházi tribunus papnak köszönhették életüket. A magyar karhatalom 1849 januárjában húsz puskát, tíz pisztolyt és tizenegy lándzsát gyűjtött be a faluból, és itt fogták el Ioan Micle tribunust is. A hívek nélkül maradt református templom később a görögkatolikus egyházé lett, amely lebontatta, Sipos Dávid által faragott szószékét a bánffyhunyadi református templomba vitték. A falut 1876-ban Kolozs vármegyéhez csatolták.

## Látnivalók
- Az egykor erődített, ma leromlott állapotú volt Wesselényi–Bethlen-kastély eredetileg 1622 és 28 között épült, hajdani kerítőfalai és bástyái 1866-ban még álltak. Wesselényi Ferenc 1810-ben átépítette, majd a patak felőli szárnyát a 20. század elején alakították át. Angolparkja egykor a pataktól a hegyoldalig terjedt, mára ebből egy gesztenyefasor maradt.
- Az ortodox fatemplom 1806-ban épült.